# Royal Court Theatre

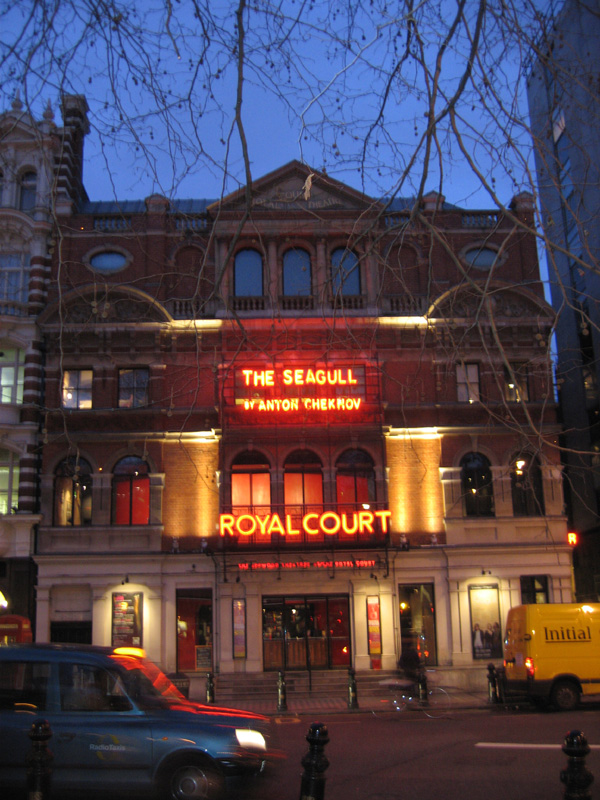
Das Royal Court Theatre

Das Royal Court Theatre ist ein  Theater in London. Es befindet sich am Sloane Square im Stadtteil Chelsea.

## Geschichte
Eröffnet 1870 unter dem Namen The New Chelsea Theatre, erhielt es 1871 den Namen Court Theatre. Das jetzige Theatergebäude wurde 1888 als New Court Theatre neu erbaut.
Von 1904 bis 1907 unter der gemeinsamen Leitung von John Eugene Vedrenne und Harley Granville-Barker gab es wichtige Impulse nicht nur zur Etablierung von Dramatikern wie George Bernard Shaw, sondern auch zur Förderung des Repertoiresystems.
Nach der Umwandlung 1932 in ein Kino, wurde das New Court Theatre 1940 ausgebombt und 1952 als Theater wiedereröffnet. Seit 1956 Sitz der English Stage Company, stand es bis 1965 unter der künstlerischen Leitung von George Devine, danach bis 1972 unter der von William Gaskill.
Das Royal Court Theatre entwickelte sich neben der Royal Shakespeare Company und dem Royal National Theatre zum wichtigsten britischen Subventionstheater, insbesondere für das avantgardistische zeitgenössische Drama und ein vorwiegend intellektuelles bürgerliches Publikum. So erlebte beispielsweise Samuel Becketts Einakter Endspiel hier 1957 seine Premiere. Aber auch Klassiker kamen zur Aufführung, daneben traten Neuinszenierungen vergessener Stücke.
Die English Stage Company förderte besonders junge Autoren und ihre Erstlingswerke, darunter John Osborne mit der Uraufführung von Blick zurück im Zorn 1956, Harold Pinter, Athol Fugard, Arnold Wesker, David Storey, Edward Bond, Caryl Churchill, Howard Brenton und Christopher Hampton.
1969 wurde die Studiobühne Theatre upstairs mit 60 Plätzen eröffnet, um das Repertoire zu ergänzen und auch jungen Autoren die Aufführung zu ermöglichen. Auf diese Weise konnten Autoren wie Sarah Kane, Andrea Dunbar, Mark Ravenhill, Mick Mahoney und Rebecca Gilman gefördert werden. 1973 erlebte The Rocky Horror Show mit dem Libretto und der Musik von Richard O’Brien unter der Regie von Jim Sharman ihre Premiere. Seit 1973 finden regelmäßig Veranstaltungen des Young Writers Festival statt. 1996 erfolgte die Gründung einer Abteilung für internationale Zusammenarbeit mit innovativen Dramatikern und Theaterpraktikern.
Die Leitung des Royal Court Theatre lag von 1992 bis 1998 in den Händen von Stephen Daldry. Von 1998 bis 2006 leitete Ian Rickson das Theater, das von 1997 bis 2000 restauriert und modernisiert wurde. Von 2007 bis 2013 war Dominic Cooke Leiter des Theaters, das 2010 als London Theatre of the Year ausgezeichnet wurde. Von 2013 an lag die künstlerische Leitung für zehn Jahre bei Vicky Featherstone. Zum Beginn des Jahres 2024 wurde David Byrne künstlerischer Leiter.